# سیارک ۲۱۳۷
سیارک ۲۱۳۷ (به انگلیسی: 2137 Priscilla، نامگذاری:1936QZ) دو هزار و صد و سی و هفتمین سیارک کشف شده‌است که در ۲۴ اوت ۱۹۳۶ و در هایدلبرگ کشف شد.
قدر مطلق سیارک برابر ۱۱٫۱۰ است.